# Rektorparken
 Denne artikel bør gennemlæses af en person med fagkendskab for at sikre den faglige korrekthed.
     → Blandt andet kan infoboksen forbedres og måske flere billeder fra kbhbilleder.dk

Rektorparken er en gade i bydelen Kongens Enghave i København. Gaden er en kort blind sidevej til Vestre Kirkegårds Allé der fører op til hovedindgangen for Vestre Kirkegård. 
Adresser på gaden har '2450 København SV', Således de to kollegier: Otto Mønsteds Kollegium og vest herfor Kollegiet Solbakken, nr. 12-24 2450 København SV.
Over for Rektorparken på sydsiden af Vestre Kirkegårds Allé ses på kortet Vestre Fængsel, Mosaisk Vestre Begravelsesplads og Vestre Katolske Kirkegård der støder op til selve Vestre Kirkegård.
| - Kort over området - Rektorparken ses ca. midt på kortet som en kort blind sidevej til Vestre Kirkegårds Allé |